# 欧洲E7公路
欧洲E7公路（E7）是欧洲的一条国际公路，起点为法国波城，终点为西班牙萨拉戈萨，全长约259公里。

## 线路
欧洲E7公路穿过以下主要城市：

- 法国：波城 - 奥洛龙-圣玛丽
- 西班牙：哈卡 - 韦斯卡 - 萨拉戈萨